# Metopocoilus corumbaensis
Metopocoilus corumbaensis là một loài bọ cánh cứng trong họ Cerambycidae.